# Egyesült Demokratikus Koalíció
Az Egyesült Demokratikus Koalíció  (portugálul: Coligação Democrática Unitária, rövidítése: CDU) egy portugáliai választási és politikai pártszövetség a Portugál Kommunista Párt és A Zöldek párt között.  

## Története
A koalíció 1987-ben alapult meg, azért, hogy az az évi parlamenti és európai választáson indulni tudjon. A parlamenti választáson 12.2%-ot ért el, az európain 11.5% százalékoz ért el. 
A koalíció legerősebb tagjai a kommunisták, de a zöldek is szinten mindegyik önkormányzati képviselő-testületben jelen vannak. A párt a 2015-2019 között fennálló Antonio Costa vezette kormány külső támogatói voltak. 

## Szimbóluma
A koalíció szimbólumában a kommunisták és a zöldek szimbóluma van: a sarló és kalapács valamint a zöldeké, a napraforgó. 

## Ideológia
A koalíció a szélsőbaloldali irányultságú és a kommunizmus, marxizmus-leninizmus valamint az ökoszocializmus és zöldpolitika szellemiségén alapul. A kommunisták a dolgozók érdekeit tartják fontosnak, a zöldek pedig a klímaváltozás elleni harcot.